# Dobrodelni koncert ob koncu sveta
Dobrodelni koncert ob koncu sveta je drugi studijski album slovenskega raperja N'toka. Izdan je bil leta 2005 pri založbi Nika Records. Gre za zelo neklasično bendovsko obliko hip hopa, jazz band ga je namreč spremljal tako na snemanju albuma kot pozneje na nastopih: to so bili basist Gal Gjurin, trobentač Igor Matkovič, kitarist Uroš Weiberger ter bobnar David Cvelbar (slednja prihajata iz zasedbe Moveknowledgement), poleg njih pa sta bila v skupini še tolkalec Jaka Berger iz zasedbe Od Franclna možgani in beatboxer Murat iz raperske dvojice Murat & Jose.

## Glasba
Gre za družbeno kritična besedila, v pesmi »Slovenec sem« poslušalcu predstavi stereotipnega Slovenca. Pesem »Vampir z Gorjancev« je pripoved deklice, vzeta iz igranega dokumentarnega filma iz leta 1979 Sence bližnjih prednikov režiserja Filipa Robarja Dorina, o tem, kako so ji ubili očeta. »Manus turbo« pa je ironična prvoosebna izpoved, v kateri subjekt pri spovedi našteva grehe, ki jih je zagrešil v zadnjih letih.
Je drugi N'tokov solistični album. Vsebuje enajst pesmi:
1. Steklo,
2. Furamsafr,
3. Manus turbo,
4. Rikse,
5. Fliserji,
6. Dobrodelni koncert ob koncu sveta,
7. Lepo je biti Tuareg,
8. Vampir z Gorjancev,
9. K4,
10. Slovenec sem,
11. Steklo 2

Gre za zelo neklasično bendovsko obliko hip-hopa, živ jazz band ga je namreč spremljal tako na snemanju albuma kot pozneje na nastopih: to so bili basist Gal Gjurin, trobentač Igor Matkovič, kitarist Uroš Weiberger ter bobnar David Cvelbar, slednja prihajata iz zasedbe Moveknowledgement, poleg njih pa sta bila v skupini še tolkalec Jaka Berger iz zasedbe »Od Franclna možgani« in beatboxer Murat iz raperske dvojice Murat & Jose. Gre za družbeno kritična besedila, v pesmi Slovenec sem poslušalcu predstavi stereotipnega Slovenca. Pesem Vampir z Gorjancev je pripoved deklice, vzeta iz Robar-Dorinovega igranega dokumentarnega filma Sence bližnjih prednikov, kako so ji ubili očeta. Manus turbo pa je ironična prvoosebna izpoved, v kateri subjekt pri spovedi našteva grehe, ki jih je zagrešil v zadnjih letih.

## Kritični odziv
Na Radiu Študent je bil album uvrščen na 7. mesto na Izbor naj izdaj leta 2005, seznama najboljših slovenskih albumov leta.

### Priznanja
| objava        | uvrstitev | seznam                    |
| ------------- | --------- | ------------------------- |
| Radio Študent | 2.        | Izbor naj izdaj leta 2005 |

## Seznam pesmi
1. »Steklo« – 2:06
2. »Furamsafr« – 4:03
3. »Manus turbo« – 3:44
4. »Rikše« – 4:53
5. »Fliserji« – 3:50
6. »Dobrodelni koncert ob koncu sveta« – 4:21
7. »Lepo je biti Tuareg« – 3:34
8. »Vampir z Gorjancev« – 5:45
9. »K4« – 3:46
10. »Slovenec sem« – 2:52
11. »Steklo 2« – 3:02

## Zasedba
- N'toko — vokal, besedila
- Igor Matkovič  — trobenta
- Uroš Weiberger – Wein — kitara
- David Cvelbar — bobni
- Jaka Berger — tolkala
- Gal Gjurin — bas kitara
- Murat — beatbox